# Трансметилирование
Трансметилирование, переметилирование — ферментативная реакция, в процессе которой метильные группы переносятся с одних органических веществ на другие. Такой перенос наблюдается при биосинтезе многих биологически активных веществ, например, DMT, креатин, холин, адреналин, антоцианы. Метильная группа отделяется от четвертичных аммониевых и третичных сульфониевых оснований и присоединяется к азоту, сере или кислороду.